# Iberosuchus
Iberosuchus (nombre que significa "cocodrilo de Iberia") es un género extinto de mesoeucrocodiliano sebecosuquio procedente del Eoceno de Europa Occidental. 
Fue descrito en 1975 por Antunes a partir de restos de Portugal como un cocodrilo sebecosuquio. La especie tipo es I. macrodon. Más tarde fue reclasificado como un baurusúquido por Robert Carroll en 1988, y su rango fue extendido a Francia en 1996 por Ortega y colaboradores, quienes reasignaron a la especie fragmentaria Atacisaurus crassiproratus como un ejemplar de Iberosuchus (cf. Iberosuchus, es decir no asignado a ninguna especie). Iberosuchus era un depredador, pero a diferencia de los crocodilianos modernos, se considera que los sebecosuquios era animales terrestres, no acuáticos.